# Eraclea
Eraclea (fino al 1950 Grisolera; Eraclea [eɾakˈlɛa] o Grixolera [ɡɾizoˈɛɾa] in veneto) è un comune italiano di 11 835 abitanti della città metropolitana di Venezia in Veneto, affacciato sul Golfo di Venezia.

## Geografia fisica

### Clima
Le estati sono generalmente calde, con umidità accentuata in particolar modo nei mesi di luglio e agosto; le temperature non superano i 33-34 °C, contando anche le estati più torride. Gli inverni sono freddi, con gelate generalmente tra la fine di dicembre e il mese di febbraio e possibili nevicate. Si ha presenza di nebbia nei mesi autunnali e di fine inverno.
È attiva una stazione meteorologica ARPAV, che nei giorni 19 e 20 dicembre 2009 ha registrato temperature minime di, rispettivamente, −13,5 °C e −14,8 °C, con media giornaliera il 20 di −9,2 °C (massima −3,6 °C), nel corso di un'ondata di freddo e neve che è risultata storica nella Pianura Veneta per il mese di dicembre. Non sono liberamente disponibili le medie di questa stazione.
Dai dati raccolti dalla stazione meteorologica di Venezia Tessera, il mese con la temperatura minima media più bassa risulta gennaio (−1 °C), mentre quello con la temperatura massima media più alta luglio (28 °C); i mesi con il maggior tasso di umidità media sono dicembre e gennaio. La direzione e l'intensità dei venti risentono della posizione geografica del territorio (sulla costa dell'Alto Adriatico, a sud del golfo di Trieste); si hanno in prevalenza venti di bora nei mesi più freddi e di scirocco in quelli più caldi. La presenza di numerosi sciroccali con piogge fa di novembre il mese mediamente più piovoso (9 giorni al mese di pioggia con 87 mm).
| VENEZIA TESSERA            | Mesi  | Mesi | Mesi  | Mesi   | Mesi   | Mesi   | Mesi  | Mesi  | Mesi  | Mesi  | Mesi  | Mesi  | Stagioni | Stagioni | Stagioni | Stagioni | Anno |
| VENEZIA TESSERA            | Gen   | Feb  | Mar   | Apr    | Mag    | Giu    | Lug   | Ago   | Set   | Ott   | Nov   | Dic   | Inv      | Pri      | Est      | Aut      | Anno |
| -------------------------- | ----- | ---- | ----- | ------ | ------ | ------ | ----- | ----- | ----- | ----- | ----- | ----- | -------- | -------- | -------- | -------- | ---- |
| T. max. media (°C)         | 6     | 8    | 12    | 16     | 21     | 25     | 28    | 27    | 24    | 18    | 12    | 7     | 7        | 16,3     | 26,7     | 18       | 17   |
| T. min. media (°C)         | −1    | 1    | 4     | 8      | 12     | 16     | 18    | 17    | 14    | 9     | 4     | 0     | 0        | 8        | 17       | 9        | 8,5  |
| Precipitazioni (mm)        | 58    | 54   | 57    | 64     | 69     | 76     | 63    | 83    | 76    | 69    | 87    | 54    | 166      | 190      | 222      | 232      | 810  |
| Giorni di pioggia          | 6     | 6    | 7     | 9      | 8      | 8      | 7     | 7     | 5     | 7     | 9     | 8     | 20       | 24       | 22       | 21       | 87   |
| Umidità relativa media (%) | 81    | 77   | 75    | 75     | 73     | 74     | 71    | 72    | 75    | 77    | 79    | 81    | 79,7     | 74,3     | 72,3     | 77       | 75,8 |
| Vento (direzione-m/s)      | ENE 4 | E 4  | SSE 9 | SSE 16 | SSE 16 | SSE 16 | SSE 9 | SSE 9 | SSE 9 | SSE 4 | ENE 4 | ENE 4 | 4        | 13,7     | 11,3     | 5,7      | 8,7  |

- Classificazione sismica: zona 4 (sismicità molto bassa), Ordinanza PCM 3274 del 20/03/2003
- Classificazione climatica: zona E, 1057 GR/G
- Diffusività atmosferica: alta, Ibimet CNR 2002

## Origini del nome
Fino al 4 novembre 1950 si chiamò Grisolera (Grixołera in veneto); in tale data, con decreto n. 1061 del Presidente della Repubblica Italiana Luigi Einaudi, ma su iniziativa dell'allora sindaco Guerrino Burato e del segretario comunale rag. Aldo Tassoni e a seguito di una delibera comunale, il nome venne modificato con quello dell'antica città romano-bizantina, Eraclea appunto, i cui resti si trovano al confine del territorio comunale in direzione di San Donà di Piave nei pressi della località di Cittanova.

## Storia
Si hanno tracce di insediamenti venetici fin da prima dell'avvento dei Romani, ed era un centro commerciale di notoria rilevanza per l'area altoadriatica. All'interno del Comune si ha memoria di insediamenti di epoca romana presso la frazione di Brian, legate alla presenza del Portus Liquentiae citato da Plinio il Vecchio nel 77 d.C.
Il territorio di Eraclea dall'epoca delle invasioni barbariche sino al XII secolo ospitò il fiorente centro di Heraclia (chiamato anche Melidissa, Heracliana e Civitas Nova), tra i più importanti della Laguna Veneta e per un periodo capitale del Ducato di Venezia.
Verso il XII secolo un'alluvione mutò l'equilibrio della rete idrica locale, portando il Piave a sfociare presso l'attuale litorale del Cavallino. La zona si impaludò e divenne malarica e la città venne in breve tempo abbandonata.
L'attuale abitato fu fondato attorno alla metà del XVII secolo (poco dopo la guerra di Candia) come Grisolèra. La località, in parte bonificata dalla Serenissima, era così chiamata perché ancora circondata da paludi e canne palustri, chiamate appunto grixiòłe per il colore grigio del pennacchio. Il territorio, incassato fra l'ultimo tratto del fiume Piave e quello del fiume Livenza, rimase poco popolato sino alle bonifiche degli anni trenta, non solo a causa del territorio paludoso, ma anche per la malaria endemica. Basti ricordare che, fino all'inizio dell'opera di prosciugamento delle paludi, l'82% del territorio comunale era occupato da specchi d'acqua, canali, canneti e paludi.
Agli inizi del Settecento, nella zona dell'attuale piazza Garibaldi, presso l'argine del Piave, venne costruita una chiesa intitolata all'Immacolata e al Rosario, divenendo parrocchia il 4 ottobre 1728. Grisolera divenne comune autonomo nel 1806 con l'istituzione del Regno d'Italia controllato da Napoleone. Con la nascita del Regno Lombardo-Veneto nel 1815, il comune venne soppresso e il suo territorio diviso tra San Donà e Cavazuccherina perché vi si contavano appena 1 018 abitanti. Nel 1818 ritornò comune autonomo.
Dal 1866 comune del nuovo Regno d'Italia, Grisolera fu occupata dall'esercito austroungarico in seguito all'offensiva di Caporetto fino alla liberazione seguita alla battaglia di Vittorio Veneto.
La linea del fronte si assestò sull'argine del Piave, lungo il confine ovest di Eraclea, dalla fine della battaglia del Solstizio (22 luglio 1918) fino alla ritirata austro-ungarica successiva allo sfondamento della battaglia di Vittorio Veneto (4 novembre 1918). Nel coprirsi la ritirata, l'esercito italiano fece saltare tutte le dighe e gli argini delle bonifiche, allora appena iniziate: l'intero territorio comunale tornò ad essere allagato ed impaludato per il restante corso della guerra. Quanto non era stato allagato dalla III armata italiana in ritirata, lo fu ad opera dell'esercito austro-ungarico al momento dell'ultimo ripiegamento, quale strascico della battaglia di Vittorio Veneto.
La diffusa presenza umana ha avuto inizio con le bonifiche pubbliche successive alla prima guerra mondiale (Consorzio Ongaro Inferiore, poi Consorzio di Bonifica del Basso Piave).

Nel 1919 vennero subito riprese le opere di bonifica di Eraclea, che proseguirono per tutti gli anni venti e i primi anni trenta. Dall'attività realizzata dal cav. Marco Aurelio Pasti (di origine veronese) per il prosciugamento delle paludi poste alle spalle del cordone sabbioso litoraneo (Valle Livenzuola) è nata la spiaggia di Eraclea: Marina di Santa Croce (verrà poi battezzata Eracleamare all'inizio degli anni settanta). 

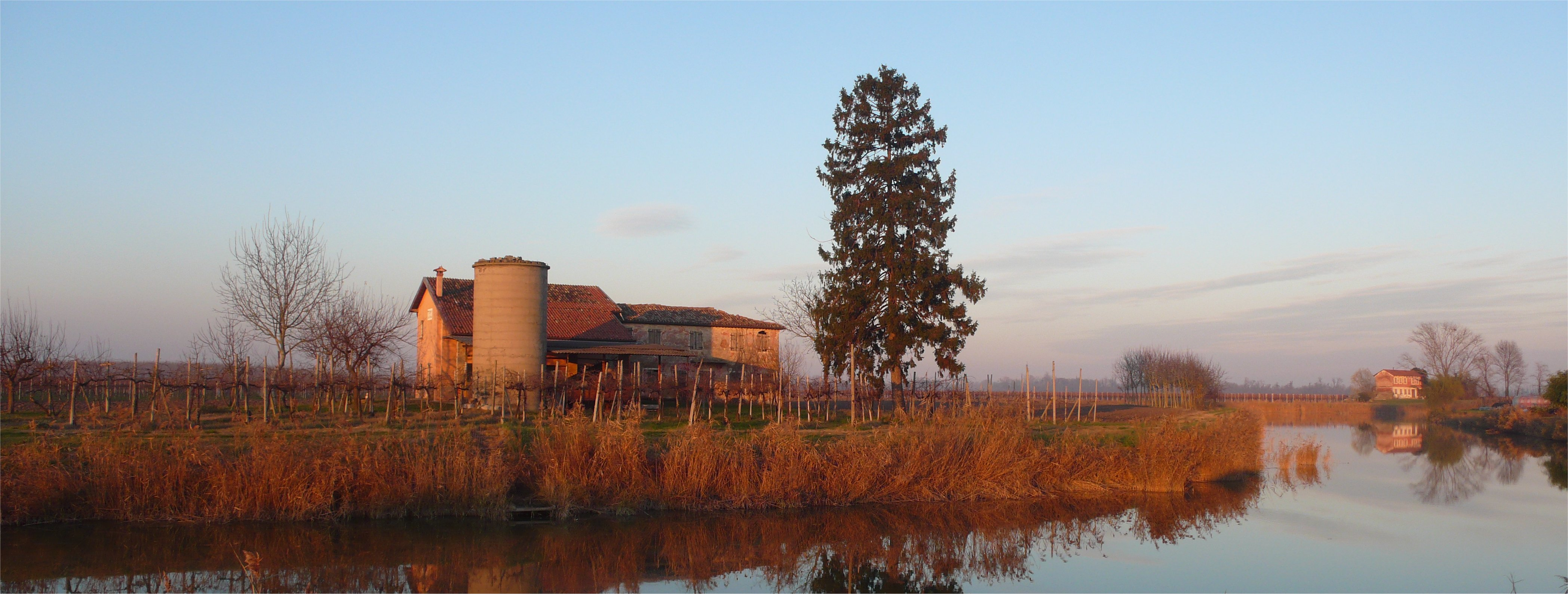
La bonifica d'inverno

Proprio nel corso di quelle prime attività di arginamento delle terre emerse iniziò appunto l'attività che portò alla nascita di quella pineta marittima che è la principale peculiarità della riviera eracleense: il cav. Pasti, in unione ai vicini proprietari della Valle Ossi (conti Gaggia), nei primissimi anni venti piantumò le dune che correvano lungo la costa con migliaia di pini comuni (Pinus pinea).

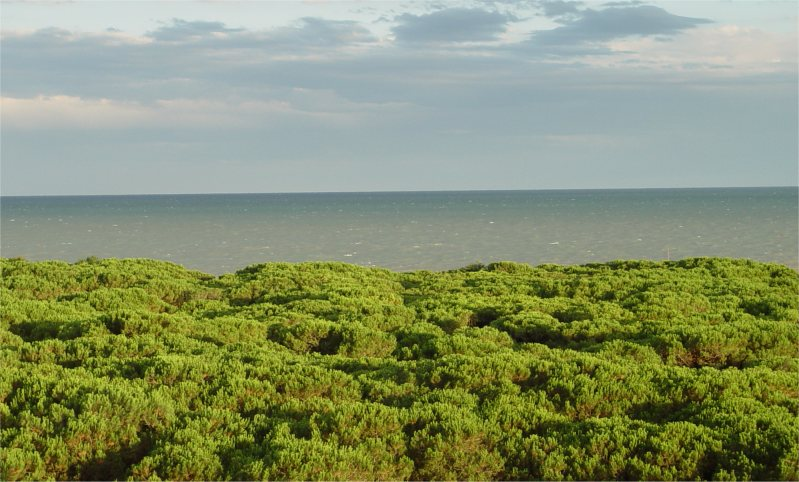
Pineta di Eracleamare

Questi ultimi servivano a rinforzare i rialzi sabbiosi, preservandoli dall'erosione del vento e delle mareggiate.

### Simboli
Ai sensi dell'articolo 6 dello Statuto Comunale i simboli del comune sono costituiti dal gonfalone e dallo stemma comunale concessi con decreto del Presidente della Repubblica del 27 agosto 1955. Vi sono simboleggiati l'antica città con la cinta di mura e la sede vescovile, oltre che il fiume Piave che lambisce il territorio. Entrambi i simboli sono conformi al decreto del Presidente del Consiglio dei ministri del 20 marzo 1956. Il gonfalone è costituito da un drappo partito di azzurro e di giallo.

## Monumenti e luoghi d'interesse
- Duomo di Santa Maria Concetta (chiesa parrocchiale di Eraclea)

## Società

### Evoluzione demografica
Abitanti censiti

### Etnie e minoranze straniere
Al 31 dicembre 2015 gli stranieri residenti nel comune sono 894, ovvero il 7,21% della popolazione. Di seguito sono riportati i gruppi più consistenti:
1. Romania, 302
2. Albania, 144
3. Marocco, 85
4. Moldavia, 49
5. Ucraina, 39
6. Bulgaria, 25
7. Polonia, 23
8. India, 23
9. Kosovo, 20
10. Senegal, 20

### Lingue e dialetti
A Eraclea viene diffusamente parlata la lingua veneta nella variante centro-settentrionale, caratteristica della zona comprendente il trevigiano (Marca Trevigiana), il coneglianese e il sandonatese, con alcune tipizzazioni date dalla contiguità all'area costiera e lagunare e alcuni prestiti etimologici dalla parlata di queste zone (in particolare è da rilevare l'uso sovente dei dittonghi in sostituzione alle consonanti degli articoli).
Origine di questa miscellanea si trova nell'insediamento nel territorio vallivo lagunare di Eraclea, in cui si parlava la lingua veneta nella variante lagunare, di popolazioni di origine della pedemontana trevigiana e del veneto centrale. Queste ultime, impiegate nella realizzazione dell'opera di bonifica della paludi dei primi decenni del 1900, hanno portato con sé la propria lingua madre, poi fondendola con quella usata dalle oramai minoritarie ed assimilande genti autoctone.
Nelle campagne della bonifica e, in particolar modo, nella parte del comune posta agli antipodi del capoluogo, si nota l'utilizzo di un lessico che non ha subito variazioni sintattico-grammaticali negli ultimi 80 anni.

## Cultura

### Eventi
- Sagra paesana: seconda settimana di agosto
- Via dei sapori: a Eracleamare l'ultimo week end di maggio
- Festival dei fiori: a Eracleamare la 1ª settimana di giugno
- Balloning Air Show: l'ultimo week end di giugno si tiene il "Raduno Internazionale Aerostatico di Eraclea" con 10 mongolfiere partecipanti condotte da equipaggi italiani a stranieri che hanno consentito anche al pubblico di salire in quota con voli vincolati o liberi per visitare anche dall'alto il territorio circostante la località turistica.
- Festa della Birra: a Eracleamare prima settimana di settembre
- Festa de L'unità: ultima settimana di maggio
- Mercato: tutti i martedì

## Geografia antropica

### Frazioni e località
- Valcasoni
- Cittanova
- Ponte Crepaldo Il paese conta circa 3 500 abitanti e costituisce la frazione più grande di Eraclea. Nel paese è presente anche l'asilo delle Suore Orsoline di Verona. Alla frazione fa capo la società calcistica A.S.D. Ponte Crepaldo Eraclea, promossa al campionato di Promozione nel 2020.
- Cà Turcata
- Brian
- Eracleamare La località turistica è posta tra le foci del Piave e del Livenza a circa 6 chilometri dal capoluogo. Scorcio della spiaggia

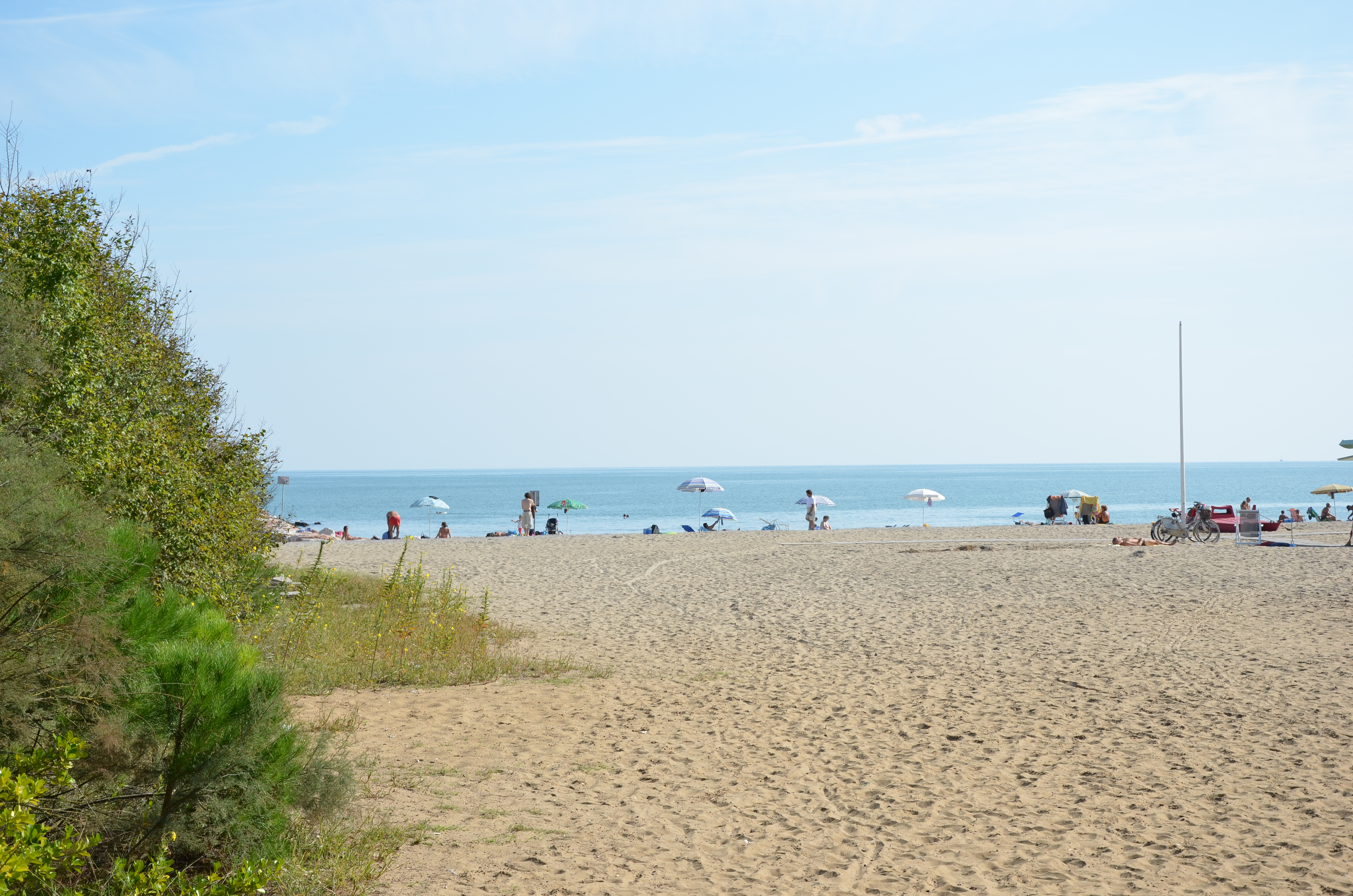
Scorcio della spiaggia

- Stretti La frazione conta circa 1 500 abitanti e costituisce la frazione più settentrionale del Comune. La località è posta all'intersezione delle strade provinciali San Donà - Caorle e Eraclea - Torre di Mosto. Costeggia il Canale Brian.
- Revedoli
- Senzielli
- Paluda
- Coda di Gatto
- Tombolino
- Murazzetta
- Torre di Fine Piccola frazione, la cui chiesa parrocchiale venne costruita nel 1929 sulla base di un precedente oratorio.
- Tortoletto

## Economia

### Turismo

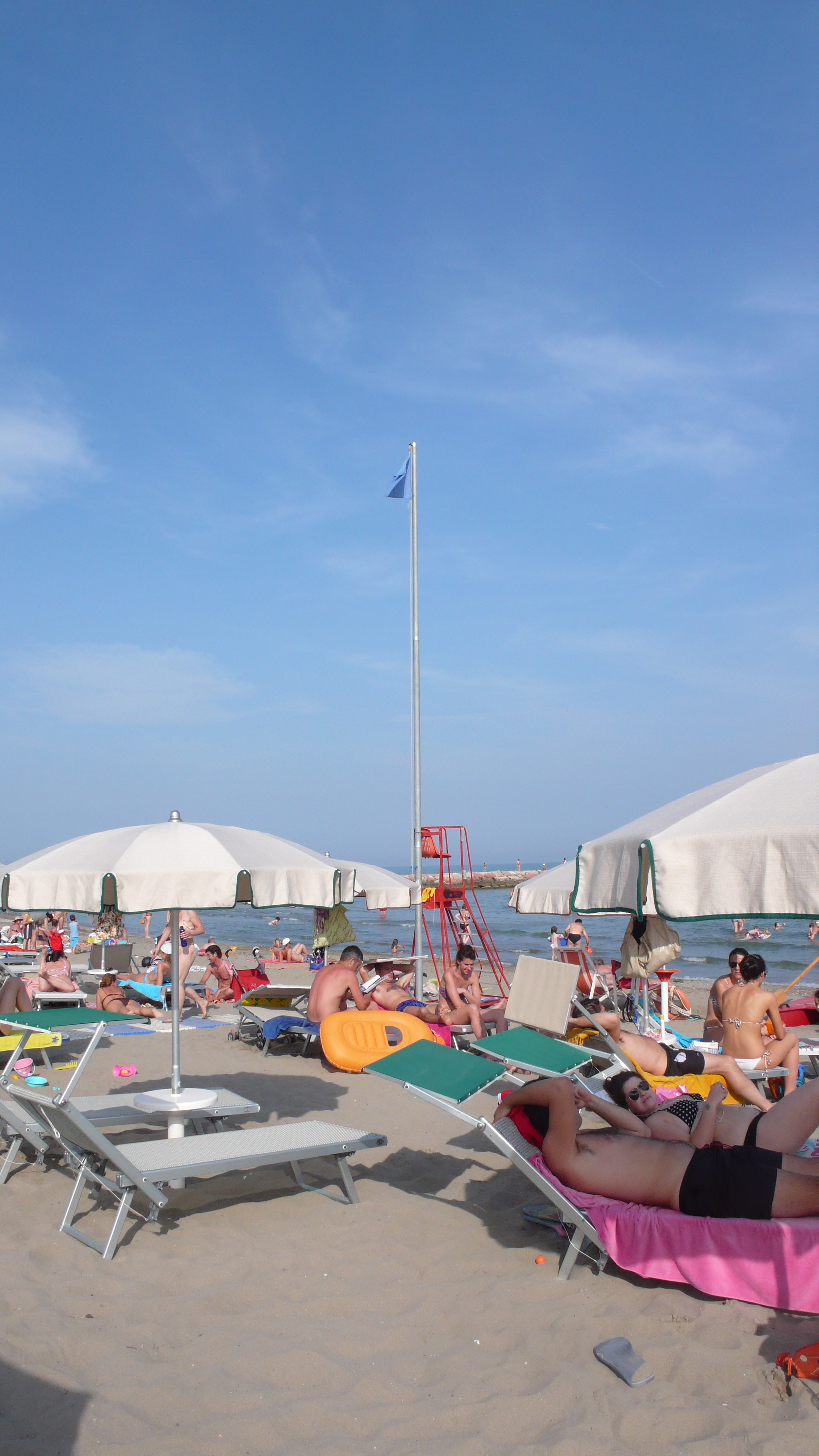
Blue Flag

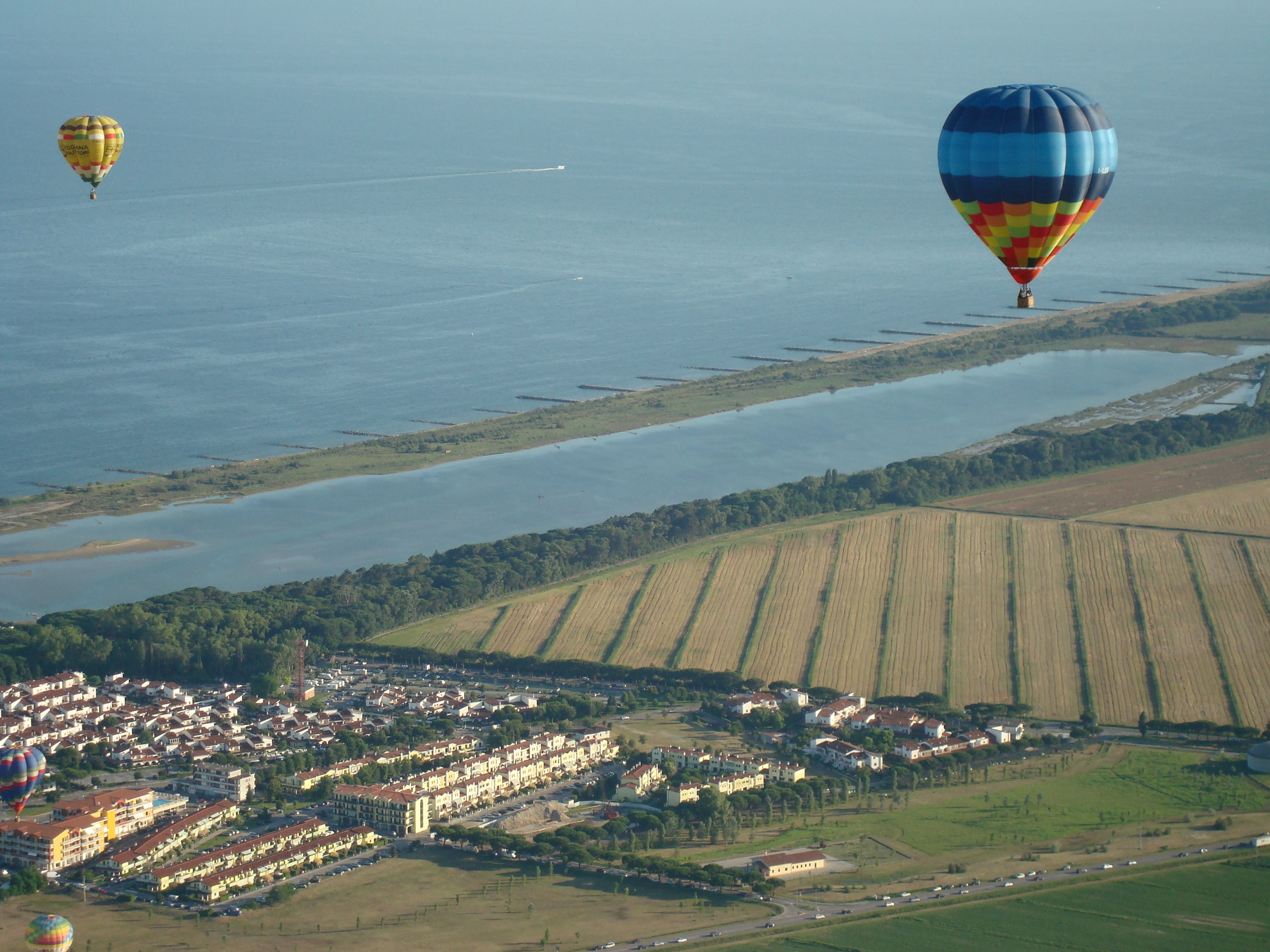
La laguna del Mort

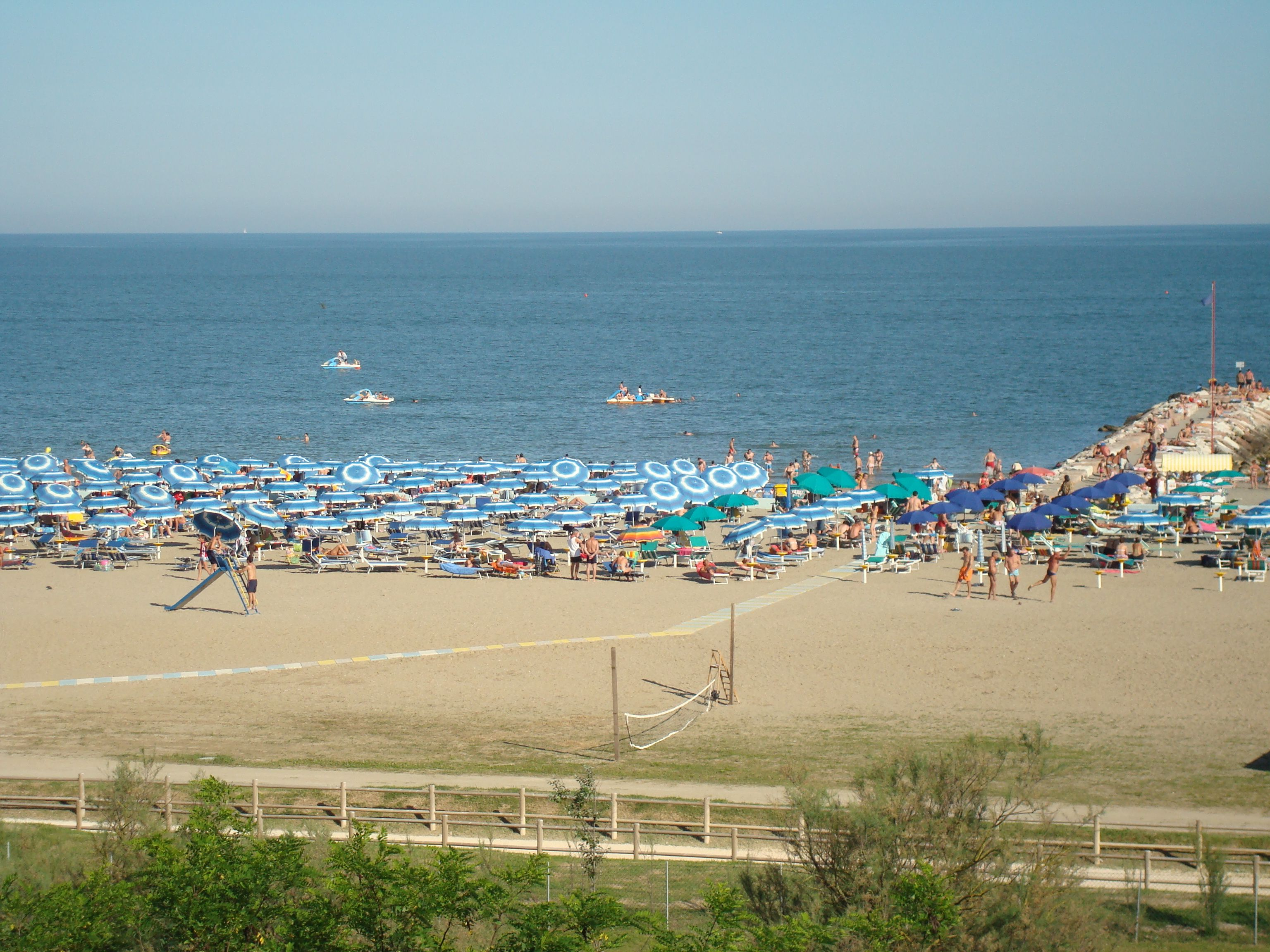
La spiaggia di Eracleamare

Eracleamare è oggi la riviera della città di Eraclea e fa parte della costa veneziana; è posta a sei chilometri a sud-est del capoluogo e si caratterizza per le sue peculiarità ambientali, la Laguna del Mort e la pineta marittima.
Le dune sono spesso suddivise in più cordoni, tutti paralleli al mare.
La spiaggia è lunga oltre quattro chilometri. Eraclea Mare ha ottenuto dalla FEE il riconoscimento della Bandiera Blu per 14 anni consecutivi, dal 2007 al 2020, per la qualità della sua balneazione e dei servizi al litorale.
Eracleamare è la prima e unica località turistica italiana ad aver raggiunto un sistema di ecocompatibilità totale: il 60 % dei rifiuti turistici viene riciclato grazie alla pratica della raccolta differenziata già utilizzata in tutto il territorio del Comune di Eraclea.
Anche per questo motivo, Eraclea Mare ha ricevuto dalla Guida Blu di Legambiente, sia nel 2009 che nel 2010, l'attribuzione delle "3 Vele" per la spiaggia e delle "4 Stelle" per l'ambiente.
L'11 maggio 2010 la FEE ha certificato per il quarto anno consecutivo l'offerta balneare di Eraclea assegnandole di nuovo la "Bandiera Blu delle spiagge" anche per il 2010.
Nel numero di agosto 2010 di "Turisti per caso", la rivista di Patrizio Roversi e Siusy Blady, Eraclea Mare e la spiaggia della Laguna del Mort sono state inserite nell'elenco delle 30 più belle spiagge d'Italia.
Nel corso del 2011 Eraclea sta certificando EMAS (Eco-Management and Audit Scheme) la propria spiaggia: si tratta di un marchio di qualità ambientale introdotto dalla Comunità europea che permetterà al Comune di migliorare la sua efficienza e le proprie prestazioni ambientali, attuando così uno sviluppo economico sostenibile.
Il giorno 10 maggio 2011 ha ricevuto la conferma del riconoscimento della bandiera blu anche per il 2011, quinto anno consecutivo di certificazione della qualità della balneazione della località turistica.
L'area agricola prospiciente la laguna del mort, ossia Valle Ossi, è stata oggetto di un tentativo di grossa speculazione edilizia, scongiurato sia dall'istituzione del naturismo nella parte competente il comune di Jesolo, che successivamente da un'inchiesta penale che ha visto coinvolti politici locali.

## Amministrazione
| Periodo | Periodo   | Primo cittadino      | Partito                      | Carica                  | Note                 |
| ------- | --------- | -------------------- | ---------------------------- | ----------------------- | -------------------- |
| 1969    | 1970      | Pietro Isacchi       |                              | Sindaco                 |                      |
| 1970    | 1975      | Gianfranco Gavazzeni |                              | Sindaco                 |                      |
| 1975    | 1980      | Armando Serafini     |                              | Sindaco                 |                      |
| 1980    | 1983      | Achille Cerchier     |                              | Sindaco                 |                      |
|         | 1994      | Mario Visentin       |                              | Sindaco                 |                      |
| 1995    | 2004      | Alberto Argentoni    | centrosinistra               | Sindaco                 |                      |
| 2004    | 2005      | Graziano Teso        | centrodestra                 | Sindaco                 |                      |
| 2005    | 2006      | Enrico Caterino      |                              | Commissario prefettizio | Giunta commissariata |
| 2006    | 2011      | Graziano Teso        | centrodestra                 | Sindaco                 |                      |
| 2011    | 2016      | Giorgio Talon        | Lista civica                 | Sindaco                 |                      |
| 2016    | 2019      | Mirco Mestre         | Lista civica Eracleasìcambia | Sindaco                 |                      |
| 2019    | 2020      | Giuseppe Vivola      |                              | Commissario prefettizio | Giunta commissariata |
| 2020    | 2024      | Nadia Zanchin        | Lista civica                 | Sindaco                 |                      |
| 2024    | 2025      | Luigi Scipioni       |                              | Commissario prefettizio | Giunta commissariata |
| 2025    | in carica | Nadia Zanchin        | centrodestra                 | Sindaco                 |                      |

### Società pubbliche
Il Comune di Eraclea partecipa in diverse società pubbliche.
- Eraclea Patrimonio e Servizi S.r.l. è partecipata al 100%. Si occupa di sosta e mobilità
- Alisea S.p.a. è partecipata al 2% e si occupa di igiene ambientale
- Atvo S.p.a. partecipata con il 0,5%. Si occupa di trasporto pubblico urbano ed extraurbano
- Asi S.p.a. è partecipata al 3,10% e si occupa del ciclo integrale delle acque.